# Шмерлиц

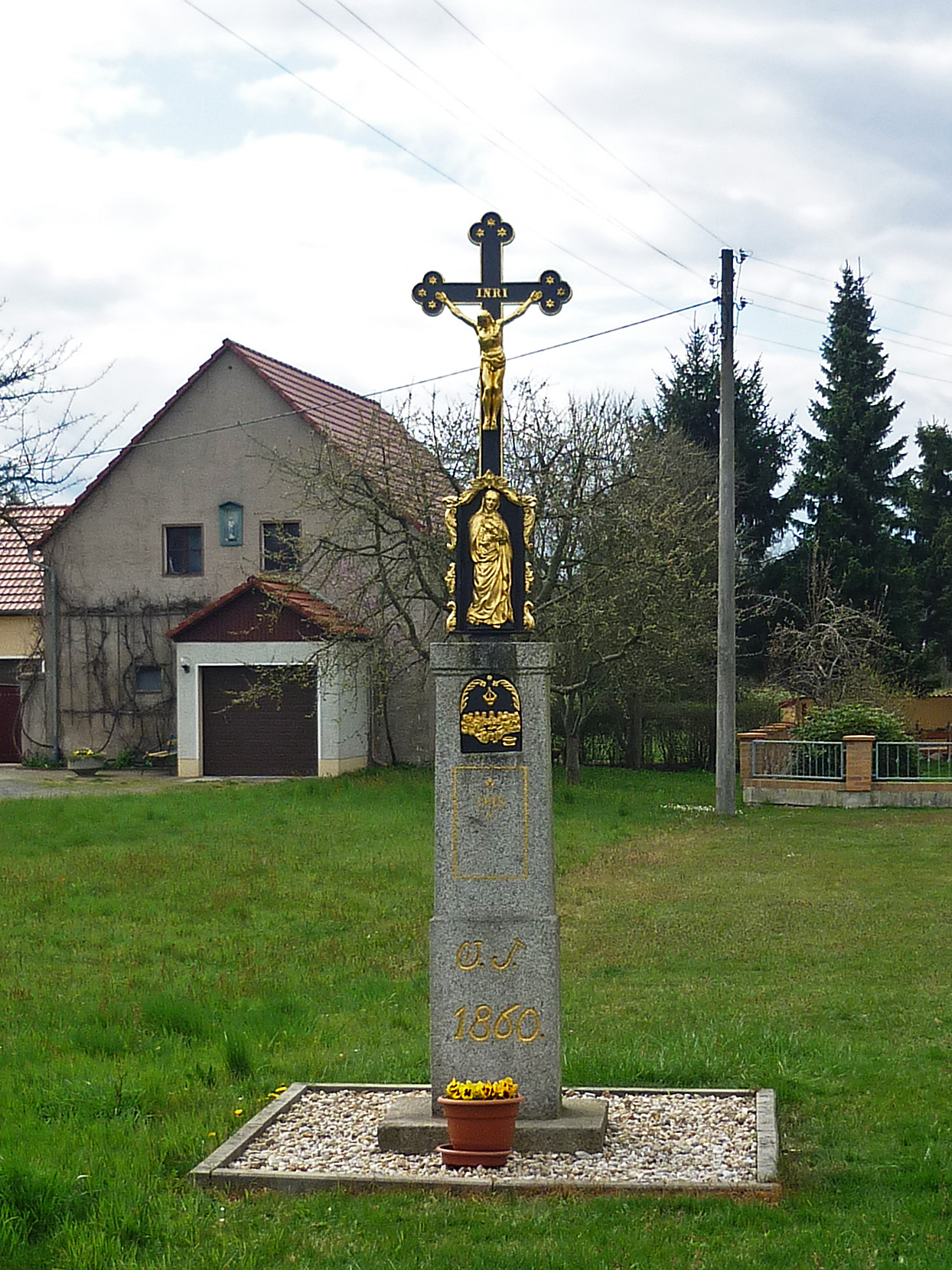

Шме́рлиц или Сме́рджаца (нем. Schmerlitz; в.-луж. Smjerdźacaо файле) — деревня в Верхней Лужице, Германия. Входит в состав коммуны Ральбиц-Розенталь района Баутцен в земле Саксония. Подчиняется административному округу Дрезден.

## География
На севере Смердзаца граничит с деревней Шунов, на юго-востоке — с деревней Рожант, на юго-западе — с деревней Пескецы коммуны Небельшюц и на северо-западе — с деревней Дебрицы коммуны Ослинг.
В настоящее время деревня входит в состав культурно-территориальной автономии «Лужицкая поселенческая область», на территории которой действуют законодательные акты земель Саксонии и Бранденбурга, содействующие сохранению лужицких языков и культуры лужичан.

## История
Между Смердзацой и деревней Пескецы находятся 17 курганов, относящихся к Лужицкой культуре.
Впервые деревня упоминается в 1374 году как Смердач (Smerdacz). Серболужицкое наименование деревни происходит от слова «smjerdźeć» (вонять). Данное наименование произошло от находящейся поблизости от деревни медленнотекущей реки, воды которой имели болотистый запах. Немецкое наименование произошло от рыцарского замка Шмеле (Schmele), который находился в пойме реки.
До 1974 года деревня имела статус самостоятельной коммуны, в состав которой также входила деревня Ласк, потом вошла в состав коммуны Ральбиц-Розенталь.

## Население
Согласно статистическому сочинению «Dodawki k statisticy a etnografiji łužickich Serbow» Арношта Муки в Смердзаце в 1884 году проживало 108 человек (все без исключения — лужичане).
Лужицкий демограф Арношт Черник в своём сочинении «Die Entwicklung der sorbischen Bevölkerung» пишет, что в 1956 году в деревне проживало 145 человек. Лужицкое население деревни составляло 92 % (верхнелужицким языком активно владели: 90 взрослых и 44 несовершеннолетних).
На 31 декабря 2015 численность населения составляло 173 человека. Наибольшая численность была в 1997 году (206 человек).
Официальным языком в населённом пункте, помимо немецкого, является верхнелужицкий язык.
| 1900 | 1993 | 1995 | 1997 | 2000 | 2005 | 2010 | 2015 |
| ---- | ---- | ---- | ---- | ---- | ---- | ---- | ---- |
| 133  | 202  | 204  | 206  | 201  | 182  | 180  | 173  |

## Известные жители и уроженцы
- Бедрих, Михал (1855—1876) — серболужицкий писатель и поэт.
- Бедрих-Радлубин, Миклауш (1859—1930) — серболужицкий писатель и поэт.

## Достопримечательности
- Бывшая летняя резиденция дрезденского епископа Бенно в виде усадьбы, которая была восстановлена в 1920 году. В настоящее время используется в качестве гостиницы.